# 南岗山
南岗山，位于吉林省延边州和龙县、龙井县东部。为海兰河与图们江的分水岭。山岭走向较乱，主脉近北东和北北东走向，长约130公里，宽15～25公里。

## 地质
岩石主要为华力西期和燕山期花岗岩，间有二叠系变质岩。

## 地貌
北段以低山为主，海拔多在700米以下，相对高度500米左右。沿朝阳川—开山屯铁路两侧受断裂构造控制多丘陵台地，地势低缓。南段以中山为主，特别是近甑锋岭处，新构造运动抬升明显，海拔多在800～1200米，相对高度在600～1000米，主要山峰有作板岭（1343．6米）、天佛指山（1266．1米）、沙松顶子（1256米）等。南段森林覆盖率较大，北段植被覆盖率较小，侵蚀作用明显。
　